# Lírio Negro
Lírio Barbosa dos Santos (Maceió, 23 de marzo de 1979), cuyo nombre artístico es Lírio Negro, es un activista y artista brasileño.

## Biografía
Nacido en Maceió, Lírio inició su actividad artística en su infancia, utilizando elementos de diseño de moda, vestuario, escultura, arte sostenible e instalación. Hizo su debut profesional en 2009, cuando abrió su propio estudio en el barrio de Farol, utilizando el performance como una herramienta complementaria a su trabajo.
Lírio lucha contra la violencia contra personas LGBT, el capacitismo, la psicofobia y, el racismo. Lírio se declara artivista sin género, dentro del espectro de género no binario, pansexual, demisexual y anarquista queer. Lírio es autista con psoriasis y fibromialgia. Lírio es activista de las luchas antiasilo y antiprohibicionista, integran la Articulación Nacional de Marchas de la Marihuana, acogido en la Asociación SEMEAR, fue miembro de GRIT de ILGA Portugal y Red No Binarie Latinoamericana y ex coordinador nacional adjunto de IBRAT - Instituto Brasileiro de Transmasculinidades.
Primer activista no binario en dialogar con el gobierno en el estado de Alagoas. Fundador del Coletivo Pró LGBT O “Quê” do Movimento Visibilidade TQIAPNB+. Curador, diseñador de moda y orador. A través del "artivismo" crea/construye espacios de diálogo e inclusión, así como de articulación de redes, sobre identidades disidentes y reducción de daños a la salud mental de la población LGBTI+, con un enfoque específico en la población transgénero y no binaria. Desarrolla materiales socioinformativos/educativos sobre la población pro LGBTI+ y difusión Participó en todas las ediciones del Salón de Artes en Derechos Humanos de la Secretaría de Estado de la Mujer y de los Derechos Humanos – SEMUDH. Ha realizado exposiciones individuales en los años 2017, 2018 y 2019 basadas en informes de experiencias centradas en la violencia de género, las identidades no binarias, así como la disforia y el suicidio entre personas LGBTI+.
Participó en las etapas de distrito y estado de la 9ª Conferencia de Salud en Alagoas en 2019; realizó el 1º Encuentro y Celebración del Orgullo Genderqueer y No Binario en Alagoas en asociación con SEMUDH y con el apoyo de Colectivos de São Paulo, Curitiba y Maceió (en alusión al día de la visibilidad no binaria). Durante las actividades del 10º Desfile del Orgullo en Santa Luzia do Norte, se realizaron mesas redondas sobre la salud mental de la población LGBTI+ en la comunidad quilombola. Participó en las etapas distritales de Santa Luzia do Norte, Maceió, São José da Lage y en la etapa estatal de la IV Conferencia sobre Derechos Humanos y Políticas Públicas para LGBT+, con una delegación a la Conferencia Nacional Libre, programada para mayo de 2020. Participó en el Congreso Internacional de la Alianza LGBTI+ como ponente en noviembre de 2019, en Curitiba, Paraná. En enero de 2020 participó en la coordinación general del 1er Acto para la Visibilidad Trans de Maceió, llevado a cabo por el Grupo Gay de Maceió – GGM y socios. Es el 1er Coordinador Adjunto de la Aliança Nacional LGBTI en el Estado de Alagoas. En abril de 2020 se crea el Área No Binaria dentro de la Alianza, Lírio fue coordinador principal, realizando transmisiones en vivo para celebrar la semana previa al Día Internacional de las Personas No Binarias.